# Korisnički generisan sadržaj
Korisnički generisani sadržaj (UGC) obuhvata sve sadržaje na internetu koji ne potiču (dolaze) od firmi i organizacija, nego koji su sami korisnici postavili. Korisnički generisani sadržaj donosi besplatne sadržaje, štedi novac i stvara za ostale korisnike dodatne vrednosti. Tipičan primer bio bi Flickr, on-line zajednica za razmenu fotografija, na kojoj se može naći preko 37 miliona slika, i gde 1,2 miliona korisnika postavlja na sajt i do 200.000 slika dnevno. Korisnički generisan sadržaj promenio je način korišćenja Interneta, pa se umesto jednosmernog prenosa medijskog sadržaja od strane određenog broja kompanija sadržaji kreiraju od strane korisnika i razmenjuju između njih. Pojavom WEB 2.0 pojavljuje se i korisnički generisan sadržaj.

## Istorija
UGC je sortirano u peer-to-peer iskustvom od početka digitalnog doba. Najraniji oblik stigao je 1980. godine sa Usenet, globalne mreže koja dozvoljava korisnicima da diskutuju, dele komentare i iskustva o datoj temi. Rane verzije Prodigi, računarske mreže su pokrenute 1988. godine, takođe olakšava korisničke diskusije i komentare, kao i rane verzije AOL.
Krajem 1990-ih beleži uspon "gledanosti sajtova", što je omogućilo korisnicima da ocene predmete na osnovu nekoliko kriterijuma, od fizičkog izgleda do profesionalne kompetentnosti. To se brzo proširilo preko Interneta, i donelo sa sobom kontroverzan uticaj koji mogu da imaju na živote ljudi često nesvesno privatnih stvari izloženih sudu javnosti. Takve kontroverze su porasle kao UGC sajtovi koji su postali češći i uticajni. 
Još jedan rani oblik UGC su forumi; područja u okviru sajtova sa sadržajem koji omogućava čitaocima da komuniciraju jedni sa drugima oko tema vezanih za sadržaj. Čak i u ovoj eri dominiraju sajtovi društvenih medija, a blog će nastaviti da bude robustan, i dozovoljavaće korisnicima da komurniciraju jedini sa drugima vezano za teme povezane sa sadržajem.

## Primeri korisničkih generisanih sadržaja
Wiki predstavljaju primer web sajtova čiji je celokupan sadržaj korisnički generisan. Članci u wiki-u kreiraju se učešćem većeg broja ljudi, korišćenjem jednostavnog markup jezika u okviru web browsera. Korisnički generisan sadržaj i otvoren pristup uređivanju predstavljaju najznačajniju prednost wiki-ja, ali i osnovni nedostatak. Ostali nedostaci su nemogućnost provere validnosti sadržaja i nedostatak kontrole. Bilo je slučajeva, kao u incidentu Seigenthaler, kada se skepticizam vezan za tačnost sadržaja na Wikipediji pokazao opravdanim. Bez obzira na sve nedostatke, ovaj otvoreni model u praksi dobro funkcioniše. Mnogi analitičari, a i korisnici, Wikipediju smatraju ozbiljnim konkurentom enciklopediji Britannica.
Primer zajedničkog procesa kreiranja sadržaja je i delicious, sajt za onlajn skladištenje, dodavanje i tagovanje bookmarka. Nedostatak bukmarka koji se nalaze na korisnikovom računaru je da se ne mogu koristiti na drugoj lokaciji ili razmenjivati s drugim korisnicima. Sajtovi za online bookmarking, kao što je delicious, omogućavaju skadištenje i oragnizovanje bookmarka na centralnom mestu na vebu, tako da korisnici mogu da kreiraju on-line društvene mreže koje ih povezuju s prijateljima, porodicom i kolegama, ili s potpunim stranicama sa kojima dele slična interesovanja.
Upotrebom međusobnih veza u ovoj (ali i bilo kojoj drugoj) društvenoj mreži korisnici mogu da praćenjem ponašanja ostalih korisnika dolaze do novih informacija, lakše i efikasnije nego npr. korišćenjem e-maila.
Kroz analizu veb sajta delicous.com vidi se da su korisnici društvenih mreža u centru pažnje. Oni su glavni učesnici u procesu kreiranja i razmene sadržaja. Činjenica da su prijava i korišćenje ovih sajtova besplatni i jednostavni je ono što privlači veliki broj korisnika na sajtove društvenih mreža. 

## Društvene mreže
Online mreže kao što su Instagram, Twitter, Facebook i LinkedIn predstavljaju neke od najdinamičnijih i obećavajućih manifestacija društvenih medija još uvek. Ovi sajtovi omogućavaju umrežavanje na velikoj skali, gde pojedinci mogu da se povežu sa drugima na osnovu offline prijateljstva, zajedničkih interesa, zajedničkih profesionalnih ciljeva, ili međusobnog poznanstva.
Kada se korisnik pridruži sajtu socijalne mreže, dobija stranu gde popunjava podatke za kreiranje profila. Od njih se traži da navedu lične informacije kao na primer prebivalište, poslovna istorija, hobi, omiljene filmove, interesovanja itd. Takođe mogu da postave slike, da objave linkove drugih Web stranica za koje misle da su interesantne. Ove informacije se prikazuju na njihovim profilima, i mogu da postave privatnost profila na javni ili privatni.
Početna stranica služi za istraživanje društvenih mreža. Pomoću nje mogu da pronalaze ljude sa istim interesovanjima ili bilo koje druge. Kada pronađu osobu sa kojom žele da dele informacije pošalju im zahtev za prijateljestvo. Na ovaj način globalne mreže povezuju ljude sa prijateljima ili ljudima sličnih interesovanja.
Društvene mreže dozvoljavaju ljudima postavljanje komentara, slika, snimaka i web linkova na profile svojih prijatelja. Milijarde ljudi koristi ovaj način umrežavanja, tzv.single-click umrežavanja ili umrežavanja jednim klikom.

## Pravna stranica
Prilikom korisćenja korisničko generisanog sadržaja moraju da se uzmu u obzir neki pravni aspekti. Tako da sadržaji koje su postavili korisnici ne smeju da prekrše zakon, da pozivaju na krivično delo ili nasilje, isto tako mora da se poštuje autorsko pravo. Na primer YouTube filtrira sadržaje automatski i razvrstava klipove koji krse zakon, na primer muzika bez prava za objavljivanje ili delovi iz tv emisija. Ako se korisnici pozivaju, da sadrzaje pripreme, moraju da se izjasne u kojoj meri oni zadržavaju prava na poslat sadržaj.

## Literatura
- User Generated Content, Social Media, and Advertising — An Overview

## Spoljašnje veze
- OECD study on the Participative Web: User Generated Content
- A Bigger Bang an overview of the UGC trend on the Web in 2006
- Packaged Goods Media vs. Conversational Media a comparison of UGC and professional/corporate media